# Szrotownica
Szrotownica – staropolska nazwa śrutownicy, czyli małego działka miotającego na niewielkie odległości drobne kawałki żelaza bądź kamienie. Szrotownicy używano w XVI–XVIII w. do rażenia wojsk nieprzyjaciela podczas obrony zamków, miast i twierdz. K. Górski w Historii artylerii polskiej pisze: 

"...Nabijanie mogło odbywać się w ten sposób, że mając daną przestrzeń, jaką nabój zajmować był powinien, wpędzano po nasypaniu prochu, odpowiedniej wielkości i kształtu szpunt drewniany, na który układał się kamień i krzemień drobny, albo żelazo siekane. Szrot ten przy wystrzale rozlatywał się, zaczynając o wylotu naprzód na wszystkie strony i mógł razić nieprzyjaciela na niewielkiej tylko odległości. Skąd wnosić należy, że szrotownice takie mogły być używane jedynie do obrony zamków i to w chwili kiedy nieprzyjaciel szturm przypuszczał".

Zachowały się dwa egzemplarze szrotownic w muzeum historycznym we Lwowie.